# Habru
Habru är ett distrikt i Etiopien.   Det ligger i zonen North Wollo Zone och regionen Amhara, i den centrala delen av landet, 300 km norr om huvudstaden Addis Abeba.